# Шесть музыкальных моментов (Рахманинов)
Шесть музыкальных моментов (фр. Six moments musicaux) Op. 16 — цикл фортепианных пьес Сергея Рахманинова, написанный в 1896 году. Посвящён композитору Александру Затаевичу. Название цикла отсылает к одноимённому сочинению Франца Шуберта.

## Состав
1. Andantino си-бемоль минор

2. Allegretto ми-бемоль минор

3. Andante cantabile си минор

4. Presto ми минор

5. Adagio sostenuto ре-бемоль мажор

6. Maestoso до мажор

Примерная продолжительность звучания 30 минут.

## История создания и исполнения
Все шесть пьес были написаны Рахманиновым в октябре-декабре 1896 года. В письме от 7 декабря 1896 года к А. Затаевичу, которому цикл в итоге был посвящён, композитор объяснил необходимость спешной работы «денежными потребностями», — впрочем, есть мнение, что склонность к подобным объяснениям проистекала у Рахманинова в этом и подобных случаях из желания десакрализовать творческий процесс. При этом отчасти использовался более ранний материал: в основу Четвёртого музыкального момента была положена фуга ре минор, сочинённая Рахманиновым в 1891 г. в бытность студентом Московской консерватории по заданию преподававшего контрапункт Антона Аренского. Из рукописей композитора видно также, что он предусматривал возможность исполнения всех шести пьес на фортепиано в четыре руки, а для нечётных пьес — с добавлением скрипки и/или виолончели.
В 1897 г. цикл был опубликован музыкальным издательством Петра Юргенсона.
Цикл Рахманинова входил в репертуар многих выдающихся пианистов. Существуют записи цикла в исполнении Лазаря Бермана, Иво Погорелича (концертная запись), Идиль Бирет, Джона Лилла, Лилии Зильберштейн, Николая Луганского. Ряд исполнителей играет пьесы цикла порознь.

## Характеристика музыки
Шесть музыкальных моментов считаются предвестником зрелого творчества Рахманинова, которое развернулось уже в новом столетии. Ю. В. Келдыш особенно отмечает быстрые разделы цикла, в которых «безостановочное стремительное движение широко разливающихся по клавиатуре пассажей, короткие, ритмически активные фразы восклицательного характера, звучащие на их фоне, непрерывные приливы и отливы динамики создают впечатление неудержимо рвущейся наружу раскрепощённой энергии».